# Drum and bass
Drum and bass (powszechnie skracane do: drum’n’bass, drum&bass, DnB, d’n’b, dnb lub d&b) – jeden z gatunków elektronicznej muzyki tanecznej (klubowej). Cechuje się szybkim tempem, zwykle w granicach 160–180 uderzeń na minutę, synkopowaną linią perkusyjną i głębokim basem.

## Charakterystyka
Kryteria wyznaczające to, co można ująć w ramy drum and bass, nie są bardzo ograniczone. Istnieją spore różnice między poszczególnymi podgatunkami i dlatego tyle ich, w ramach tego gatunku, zostało wyróżnionych.
Podstawowym kryterium mogącym kwalifikować muzykę jako drum and bass jest tempo. Właściwie nie spotyka się utworów poniżej 160 uderzeń na minutę. Tempo muzyki na przełomie lat stopniowo rosło i dziś przeciętne wynosi ok. 174 bpm. Drum and bass, jako muzyka przeznaczona głównie do grania w klubach, zwykle nie różni się za bardzo tempem, aby poszczególne utwory można było łatwo miksować. Istotnym kryterium jest też rytm, inny niż popularny w muzyce elektronicznej takiej jak house czy techno. Mimo metrum 4/4, ścieżka perkusyjna jest synkopowana i zazwyczaj o wiele bardziej skomplikowana niż w wymienionych gatunkach. Rozbudowana linia basowa jest także charakterystyczną cechą gatunku, chociaż zwykle bas w muzyce z podgatunku liquid funk różni się od tego występującego w neurofunk. Pozostałe elementy muzyki bywają bardzo różnorodne, w drum and bass można usłyszeć niemal każde dźwięki, od ciepłych, soulowych wokali, po mroczne, przesterowane basy.
Kiedyś często dodatkową cechą drum and bass było to, iż był on muzyką tworzoną w całości przy użyciu komputera lub innych urządzeń i graną z płyt winylowych. Dziś, gdy istnieją zespoły grające drum’n’bass na żywo, nie jest już to żadnym kryterium.

## Historia

### Hardcore
W końcówce lat osiemdziesiątych wyłonił się gatunek muzyczny zwany acid house, którego cechowały głębokie basy i eksperymentowanie z mieszaniem regularnych beatów z synkopowanymi (połamanymi), zwykle pochodzącymi ze starych funkowych utworów. Z tego gatunku szybko wyewoluowała muzyka zwana breakbeat hardcore (popularnie rave), która zdobyła wielu zwolenników w Wielkiej Brytanii i łączyła szybkie tempo hardcore oraz między innymi połamany rytm przejęty z acid house.
Na początku lat dziewięćdziesiątych hardcore zaczął ewoluować, tworząc m.in. gatunek zwany happy hardcore, z melodyjnymi i wesołymi elementami. Wówczas niektórzy producenci podążyli w inną stronę, tworząc nurt zwany darkcore, gdzie między innymi dzięki głębokim basom oraz używając specyficznych sampli, nadawali muzyce coraz bardziej „mroczną” postać. W tym okresie muzykę opartą na połamanej linii perkusyjnej zaczęto w środowisku rave określać mianem jungle.

### Jungle

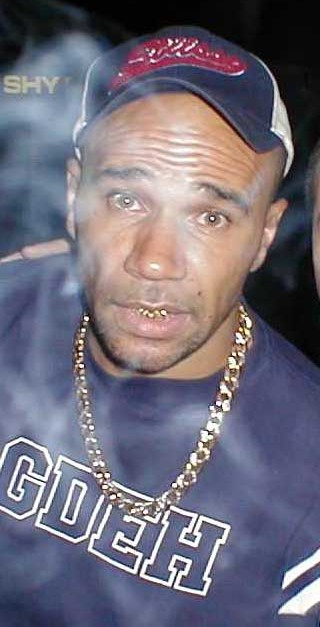
Goldie – pionier muzyki drum’n’bass

Termin ten prawdopodobnie powstał dzięki imigrantom pochodzącym z Karaibów, którzy byli istotną częścią środowiska jungle rozwijającego się w Wielkiej Brytanii, między innymi działali jako prekursorzy dzisiejszych Masters of Ceremony, uprawiając toasting. Wielu z nich należało do subkultury rude boy. Słowo junglist, oznaczające fana muzyki jungle, prawdopodobnie wcześniej oznaczało mieszkańca dzielnicy Kingston zwanej Betonową dżunglą (ang. The Concrete Jungle) albo człowieka pochodzącego z innego miejsca na przedmieściach stolicy Jamajki, nazywanego po prostu Dżunglą (ang. Jungle). Akcenty karaibskie, mimo że nie są tak silnie eksponowane jak wówczas, przetrwały w gatunku do dziś.
Muzyka jungle (chociaż ten termin nie był wówczas stosowany w mediach) rozwijała się samodzielnie od początku lat dziewięćdziesiątych, inkorporując stopniowo elementy z ragga, między innymi wokale. Tu i ówdzie fani jungle, z tego powodu, iż ich muzyka opierała się na dwóch podstawowych filarach: bębnie (ang. drum) i basie (ang. bass), zaczęli stosować nazwę drum and bass. Pierwsze poważne wydanie, które miało ten termin w tytule, to prawdopodobnie kompilacja utworów jungle The Dark Side – Hardcore Drum & Bass Style wydana w marcu 1993 roku przez React Records.
Postęp gatunku wiązał się z postępem technicznym, jungle zaczęło nabierać nowej, jeszcze bardziej charakterystycznej postaci, gdy producenci zaczęli ciąć i sklejać sample z zapisem partii solowych instrumentów perkusyjnych (m.in. słynny Amen Break ze strony B funkowej płyty „Amen, Brother” autorstwa Winston Brothers), aby tworzyć coraz bardziej skomplikowany bit. Do skomplikowanego rytmu nie pasowały proste linie basowe z takich gatunków jak house i techno, więc musiały one również ewoluować. Pionierzy jungle, którzy wydawali już w latach 1992–1993 to m.in.: Andy C, Aphrodite, Bizzy B, Danny Breaks, Brockie, DJ Dextrous, DJ Hype, DJ SS, Fabio, Grooverider, Goldie, Kenny Ken, Krome & Time, LTJ Bukem, Omni Trio, Ray Keith, Rebel MC, Remarc, Rob Playford, Roni Size.

### Drum and bass
W 1995 nastąpił istotny przełom w historii gatunku. Popularność zdobyła odmiana, którą od jakiegoś czasu wydawał LTJ Bukem i jego wytwórnia płytowa Good Looking Records, odmiana która brzmi zupełnie inaczej niż nacechowane ragga i dancehallem jungle, czyli intelligent drum and bass. W związku z tym, aby odróżnić te dwa gatunki, prasa zaczęła stosować termin drum and bass odnoszący się do muzyki o lżejszej atmosferze inspirowanej ambientem, jednak szybko wszyscy artyści tworzący dotychczas jungle zaczęli promować nazwę drum and bass.
Producenci, którzy nie tworzyli muzyki w stylu intelligent drum and bass powoli przestali trzymać się oryginalnego stylu jungle, rytm ich muzyki stał się mniej złożony, coraz częściej pojawiał się mocny, regularny i dominujący werbel, co w końcu doprowadzi do narodzin gatunku hardstep. Jednocześnie inni producenci promowali drum and bass mający zdobyć większą popularność, inspirowany poniekąd hip-hopem, zwany Jump-Up. Pojawił się też styl zwany Rollers, wypływający z intelligent drum and bass, ale posiadający bardziej soulowe brzmienie.

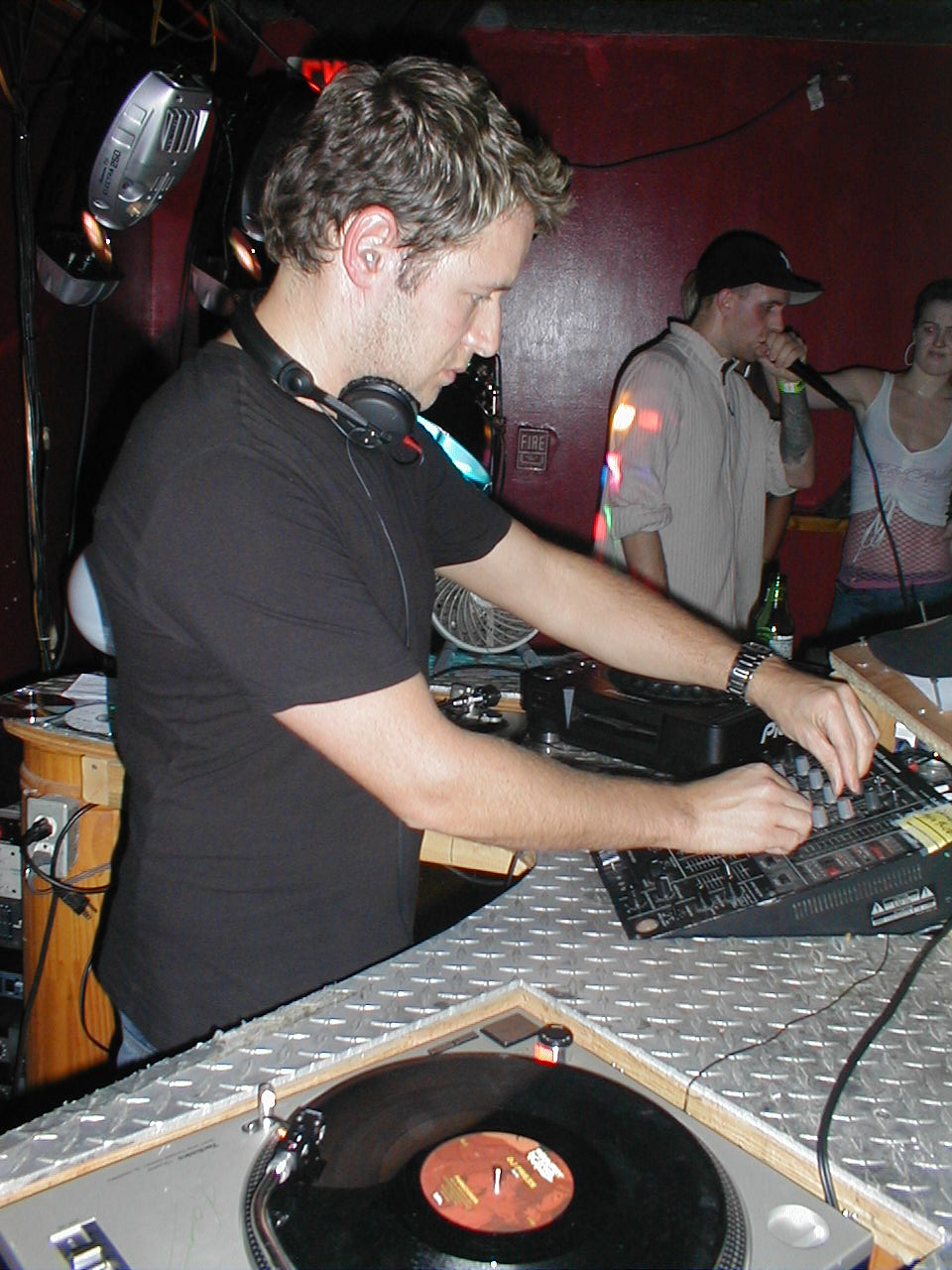
Adam F – słynny producent drum’n’bass

Nadszedł okres sporych sukcesów gatunku na polu komercyjnym, jeszcze w 1995 roku Goldie wydał swój album Timeless, który osiągnął siódmą pozycję na brytyjskiej liście przebojów. Drum and bass błyskawicznie ewoluował. Hardstep rozbił się na dwa podgatunki: na cechujący się brakiem naturalnie brzmiących instrumentów techstep, który inspirowany jest muzyką techno i klimatem rodem z filmów science fiction, oraz na darkstep, w którym główną rolę odgrywają skomplikowane i ciężkie linie basowe tworzące mroczną atmosferę. Gatunek wchłonął też kolejne elementy innych rodzajów muzyki. Wyróżniła się muzyka inspirowana jazzem nazwana potem jazzstep, którą tworzyli między innymi tacy producenci jak Adam F i Roni Size.
W roku 1997 producenci skupili się na techstepie, atmosfera tworzonej muzyki była coraz bardziej „techniczna” i „niepokojąca”. Zainteresowanie muzyką drum and bass powoli malało, między innymi za sprawą rosnącej popularności gatunków czerpiących z d&b, lecz posiadających nieco wolniejsze tempo, stosujących naturalnie brzmiące sample i bardziej melodyjnych, takich jak 2-step i speed garage. Z powodu spadku popularności gatunek przeżywał załamanie, odrodzenie przyszło dopiero po wydaniu takich singli Shake UR Body (Shy FX) czy Bodyrock (Andy C and Shimon). Po 1998 zaczął wyłaniać się neurofunk, posiadający elementy takich rodzajów drum and bass jak techstep czy darkstep i cechujący się bardzo rozbudowaną linią basową i technicznym brzmieniem.
Na przełomie wieków w ramach drum and bass funkcjonowało wiele podgatunków. Jako nowy nurt pojawił się liquid funk, łączący w sobie elementy takich stylów muzycznych jak soul czy house, wykorzystujący często wokal. Creative Source, czy Hospital Records, która to wypromowała wielu kluczowych dla gatunku artystów, to pierwsze wytwórnie wydające płyty z tą muzyką. Elementy stylu liquid funk pojawiają się w wielu utworach produkowanych w Brazylii przez twórców łączących drum and bass z muzyką latynoską, takich jak DJ Marky. Także w tym okresie, m.in. za sprawą takich twórców jak Pendulum i wytwórni płytowej Breakbeat Kaos, nastąpił powrót do stylistyki Jump-Up, wyłaniając muzykę określaną (zwykle żartobliwie lub pejoratywnie) jako clownstep, choć mającą bardzo dużą, jak na drum and bass, popularność.
Z inicjatywy Paradoxa powstał termin drumfunk, określający podgatunek mający na celu przywrócenie stylistyki sięgającej korzeniami aż do jungle. W drumfunk główny nacisk położony jest na brzmienie i aranżację linii perkusyjnej.

## Gatunki
Podgatunków drum’n’bass jest bardzo wiele, chociaż sporo z poniższych nazw funkcjonowało tylko w pewnym okresie, gdy dany styl był szczególnie popularny. W środowisku używane są też inne nazwy (np. soulful dnb – określenie drum and bass z elementami soula albo sambass – określenie brazylijskiego drum and bass z elementami muzyki latynoskiej, szczególnie samby), ale trudno mówić aby stanowiły one oddzielne gatunki, zwykle funkcjonują w ramach poniższych.
- Atmospheric drum’n’bass
- Clownstep
- Darkstep
- Drumstep
- Drumfunk
- Electrostep
- Hardstep
- Jazzstep
- Jump-Up
- Liquid funk
- Neurofunk
- Technoid(inne języki)
- Techstep
- Trancestep
- Minimal DNB(inne języki)

## Wytwórnie płytowe
Beta Recordings * Breakbeat Kaos * Creative Source * D-Style Recordings * Full Cycle * Ganja Records * Good Looking Records * Hospital Records * Metalheadz * Moving Shadow * Ram Records * Subtitles * Urban Takeover * Technique Recordings * Trouble On Vinyl * Valve Recordings * V Recordings * Virus